# Berufsgenossenschaftliche Vorschriften
Die berufsgenossenschaftlichen Vorschriften (BGVen) sind die von den deutschen Berufsgenossenschaften erlassenen Unfallverhütungsvorschriften. Diese Vorschriften gelten für alle Arbeitnehmer in der Bundesrepublik Deutschland und befassen sich mit allen Aspekten des Gesundheitsschutzes wie z. B. den Grundsätzen der Prävention, der Ersten Hilfe bei Arbeitsunfällen, der Gestaltung von Arbeitsplätzen und der Tätigkeit von Fachkräften für Arbeitssicherheit und Betriebsärzten.
2014 wurde die BGVen als DGUV (Deutsche Gesetzliche Unfallversicherung) Vorschriften 1–84 zusammengefasst. Mit der Neuausrichtung erfolgte auch eine Änderung der Nomenklatur der Vorschriften, Regeln, Informationen und Grundsätze, die in einer Transferliste dargestellt sind. Ergänzt werden die BG-Vorschriften von den Berufsgenossenschaftlichen Regeln (BGR) – seit 1. Mai 2014 nur noch DGUV Regeln genannt –, den Berufsgenossenschaftlichen Informationen (BGI) und den Berufsgenossenschaftlichen Grundsätzen (BGG).
Die DGUV-Vorschriften stellen sogenanntes autonomes Recht dar und sind für die Mitglieder der Berufsgenossenschaften verbindlich.
Als wichtigste BG-Vorschrift gilt die DGUV Vorschrift 1 – Grundsätze der Prävention –, die die alte BGV A1 von 2004 nochmals „gestrafft“ und am 1. August 2014 abgelöst hat.
Im Grundsatz sind die Unfallverhütungsvorschriften Ausfluss der Umsetzung europäischer Rahmenrichtlinien (hier der Richtlinie 89/391/EWG und der Richtlinie 91/383/EWG). Die Berufsgenossenschaften sind als beliehene Behörden ((gemäß § 1 Abs. 4 VwVfG) und nach SGB VII) für die Umsetzung der aus der Rahmenrichtlinie resultierenden Gesetze (dem Arbeitsschutzgesetz (ArbSchG), dem Arbeitssicherheitsgesetz (ASiG) und den nachfolgenden Verordnungen) zuständig.

## Geschichte
Mit der Gründung der weltweit ersten Berufsgenossenschaften in Deutschland um 1885 entstand die Kombination aus Prävention und Kompensation und damit erste Vorschriften zur Unfallverhütung.
Während in den 1990er Jahren noch Unfallverhütungsvorschriften (UVVen) den Unternehmen klare Vorgaben machten, wurden 2004 mit der Straffung und der neuen Nomenklatur (z. B. BGV A1) viele alte Unfallverhütungsvorschriften außer Kraft gesetzt. Nach einer Reform der Kleinbetriebsbetreuung wurden die ehemaligen UVVen ab dem Jahr 2005 zu BGVen umgearbeitet. 2014 wurde die BGVen als DGUV Vorschriften 1–84 zusammengefasst. Mit den DGUV-Vorschriften wurden u. a. die nahezu identischen Vorschriften der BGV A1 und der GUV-V A1 außer Kraft gesetzt und in eine Vorschrift, die DGUV Vorschrift 1, überführt.  Die Verantwortung für die von diesen Vorschriften abgedeckten Detailregelungen wurde an die Unternehmer zurückgegeben. Die Unfallversicherer erkannten, dass nicht jedes Detail und jede Situation genau beschrieben und reguliert werden konnte, von den Aufsichtsmaßnahmen ganz abgesehen. Also wurden konsequenterweise und in Übereinstimmung mit der europäischen Rahmenrichtlinie 89/391/EWG über die Durchführung von Maßnahmen zur Verbesserung der Sicherheit und des Gesundheitsschutzes der Arbeitnehmer bei der Arbeit die Schutzziele definiert, die der Arbeitgeber sicherstellen muss.
Seit 2007 wurden mehr und mehr UVVen (sowohl BGV als auch BGR und BGI) zurückgezogen, nachdem sie durch die Technischen Regeln für Betriebssicherheit (TRBS) ersetzt wurden. Eine Doppelregulierung wurde nach einer Vereinbarung der Berufsgenossenschaften mit dem zuständigen Fachministerium (Bundesministerium für Arbeit und Soziales) ausgeschlossen.

## Allgemeine Vorschriften
- DGUV Vorschrift 1 Grundsätze der Prävention[10]
- DGUV Vorschrift 2 Betriebsärzte und Fachkräfte für Arbeitssicherheit (ehemals BGV A2, jetzt vereinheitlicht für gewerbliche Wirtschaft und Einrichtungen des öffentlichen Dienstes)[11]
- DGUV Vorschrift 3 (ehemals BGV A3, davor VBG4)[12] (regelt die Prüfung von gewerblich genutzten elektrischen Betriebsmitteln)
- DGUV Vorschrift 4 (ehemals GUV-V A3)[13] (regelt die Prüfung von elektrischen Betriebsmitteln in öffentlichen Einrichtungen)